# Trastorn de la migració neuronal
El trastorn de la migració neuronal fa referència a un grup heterogeni de trastorns que, se suposa, comparteixen el mateix mecanisme etiopatològic: un grau variable d'interrupció en la migració dels neuroblasts durant la neurogènesi. Al trastorn de la migració neuronal també se l'anomenen trastorn de disgenèsia encefàlica o trastorn de disgenèsia cerebral. Aquestes malformacions són molt diverses i fan referència a qualsevol afectació de l'encèfal que es produeix durant la seva formació i maduració per causes intrínseques o extrínseques que en última instància alteraran l'anatomia normal de l'encèfal. No obstant això, hi ha certa controvèrsia en la terminologia perquè pràcticament qualsevol malformació implicarà la migració de neuroblasts, sigui principalment o secundàriament.

## Tipus de síndromes
S'han descrit més de 25 síndromes derivades d'una migració neuronal anormal. Entre ells hi ha síndromes amb diversos patrons d'herència diferents; Així, el consell genètic difereix molt entre les síndromes.
- Lissencefàlia
- Microlissencefàlia
- Esquizencefàlia
- Porencefàlia
- Paquigíria
- Polimicrogíria
- Agíria
- Macrogíria
- Microgíria
- Micropoligíria
- Heterotòpia de la matèria grisa
- Agenèsia del cos callós
- Agenèsia dels nervis cranials

La displàsia cortical focal, la síndrome de Miller-Dieker, la síndrome múscul-cervell-ull, la distròfia muscular congènita de Fukuyama i la síndrome de Walker-Warburg són trastorns genètics associats a la lissencefàlia.